# Australoheros facetus
Australoheros facetus, noto comunemente con il nome spagnolo di chanchito è un pesce osseo d'acqua dolce della famiglia Cichlidae. Si tratta dell'unico ciclide che abbia formato popolazioni perfettamente naturalizzate in Europa in acque non artificialmente riscaldate.

## Distribuzione e habitat
Il suo areale naturale comprende parte dell'America meridionale, lungo le coste dell'Uruguay e dello stato brasiliano del Rio Grande do Sul, nonché la parte argentina del Paranà, dove popola ambienti con acque ferme o poco mosse, con abbondante vegetazione acquatica.

È stato introdotto in vari paesi come la Thailandia, il Cile (Regione del Bío Bío) e la parte meridionale della Penisola Iberica, nei bacini dei fiumi Guadiana e Sado, sia in territorio spagnolo che portoghese.

## Descrizione
Questo pesce non è confondibile con nessun'altra specie presente in Europa. Il corpo è alto e compresso, quasi discoidale, simile a quello di molti altri ciclidi d'acquario. Le pinne dorsale ed anale terminano con una punta allungata. La bocca è piccola, l'occhio ha iride di colore rosso. La livrea è grigiastra o giallastra con alcune bande trasversali scure molto evidenti e, di solito, una fascia longitudinale dello stesso colore. Una macchia nera è presente sul peduncolo caudale. Le pinne sono incolori se si eccettuano alcune macchie scure presenti alla base della pinna dorsale in continuazione delle strisce sui fianchi. Nel periodo della fregola i colori si fanno più vivaci, con tonalità gialle e compare un bordo rosso o violaceo sulle pinne. 

Può raggiungere i 25 cm anche se di solito non supera i 15.

## Biologia
Si tratta di uno dei ciclidi più resistenti alle basse temperature.

### Riproduzione
Entrambi i sessi difendono un territorio. Le uova vengono deposte su superfici dre. Sia le uova che gli avannotti vengono difese da entrambi i genitori per alcune settimane. 

### Alimentazione
Questa specie ha dieta onnivora: si ciba di invertebrati, piccoli pesci, materiale vegetale e detrito.

## Pesca
A. facetus è oggetto di pesca per l'alimentazione da parte delle popolazioni dove è originario.

## Tassonomia
Spesso, soprattutto in ambito acquaristico, è ancora noto con il sinonimo di Cichlasoma facetum.

## Acquariofilia
È un apprezzato pesce d'acquario per gli appassionati, anche se non diffuso commercialmente.